# Pneumocystis jirovecii
Pneumocystis jirovecii é uma espécie de fungo semelhante à levedura, que pertence ao gênero Pneumocystis. O organismo é um importante patógeno humano, pois é causador da pneumocistose, particularmente entre os hospedeiros imunocomprometidos como os portadores do HIV. Antes da sua descoberta como um patógeno específico do ser humano, P. jirovecii era conhecido como P. carinii.
É uma espécie de fungo não cultivável, obtêm-se amostras por indução do escarro ou por broncoscopia com lavado broncoalveolar, através da introdução de solução salina nos alvéolos e posterior aspiração do muco, seguido de análise laboratorial do material biológico para identificação da espécie e determinação do diagnóstico. Por não apresentar fatores de virulência relevantes (como alfa 1-3 glicanas na parede celular ou parasitismo intracelular), sua infecção é quase assintomática, salvo no caso de o hospedeiro estar com o sistema imune comprometido. Nesses casos, podem ocorrer desde quadros de infecção pulmonar, com sintomas semelhantes a pneumonia, até infecção sistêmica com taxas significativas de mortalidade, e sequelas em pacientes que sobrevivem à infecção. Em geral, o prognóstico é bom com o tratamento realizado a tempo.

## Estrutura
A estrutura desse fungo é um tanto quanto peculiar. Por esse motivo antigamente era classificado como bactérica. 

A maioria dos fungos são conformados por uma membrana celular de ergosterol. Esse, em específico, não possui esse composto em sua membrana.